# Partito Agrario di Russia
Il Partito Agrario di Russia (APR, in russo Аграрная Партия России?, Agrarnaja Partija Rossii, АПР) è stato un partito politico russo.
APR venne fondato nel 1993 da Michail Lapšin, che lo ha guidato fino al 2004. APR è stato un partito agrario, vicino per molto tempo a posizioni socialiste agrarie, anche se favorevole alla piccola proprietà terriera. Il simbolo dell'APR è un fascio di grano, chiuso da un nastro rosso con incise sopra falce e martello.

## Storia

### Dal 1993 al 2004
Negli anni 1990 l'APR in parlamento ha molto spesso collaborato con il Partito Comunista della Federazione Russa, in particolar modo sui temi cari al mondo rurale. Alle elezioni del 1993 gli agrari ottennero l'8% ed elessero 37 deputati. Nel 1995 il partito dimezzò voti (3,8%) e seggi (20), pagando il rafforzamento dei comunisti. Alle elezioni del 2003, l'APR ottenne il 3,6% ed elesse appena 3 deputati. Il crollo in termini di seggi fu dovuto all'affermazione di Russia Unita, il partito del Presidente Vladimir Putin, che prevalse in molti collegi maggioritari. Alle presidenziali del 2004 Nikolaj Charitonov, esponente dell'APR, corse quale candidato del partito comunista, ottenendo il 13,7% dei voti e posizionandosi secondo dopo a Putin.

### Plotnikov segretario e la svolta populista
Nel 2004, Vladimir Plotnikov divenne segretario dell'APR, spostando il partito su posizioni più populiste che socialiste, allentando definitivamente i rapporti con i comunisti.
Nel 2007 gli agrari scesero al 2,3% e non elessero alcun deputato. Il nuovo sistema elettorale interamente proporzionale eliminò la quota maggioritaria ed innalzò lo sbarramento al 7%, determinando così l'uscita dal parlamento degli indipendenti e di partiti come APR, Jabloko e Unione delle Forze di Destra.
Alle presidenziali del 2008 gli agrari sostennero il vincitore Dmitrij Medvedev (69% dei voti), candidato di Russia Unita. Nel settembre 2008 il Partito Agrario ha deciso di fondersi con Russia Unita, il partito di Putin e Medvedev, nel quale è confluito nell'ottobre dello stesso anno.